# Liste des commanderies templières dans le Leinster
Cette liste recense les commanderies et maisons de l'ordre du Temple qui ont existé dans la province du Leinster en Irlande ainsi que les autres possessions de cet ordre militaire telles que les églises, les moulins et les terres.

## Faits marquants et histoire

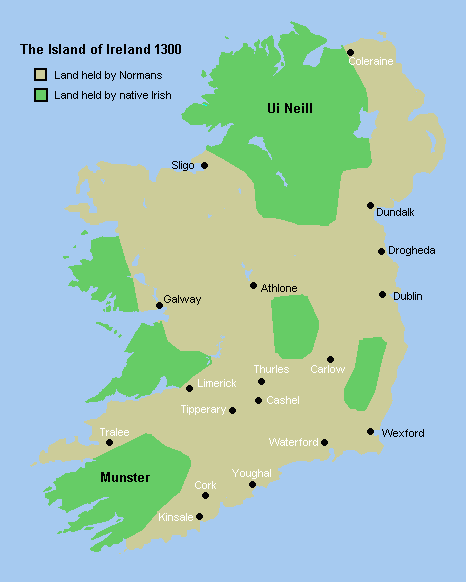
Seigneurie d'Irlande en 1300

Les confusions entre les possessions d'origine hospitalière et celles qui ont réellement appartenu aux templiers sont fréquentes, mais il semblerait que onze manoirs soient clairement identifiés comme ayant une origine templière. Cette confusion émane le plus souvent de la dévolution des biens de l'ordre du Temple aux hospitaliers au XIVe siècle.
On citera comme exemple le prieuré de Kilmainham, fondé par Richard Strongbow en 1174, parfois mentionné comme étant le siège de la baillie/province templière d'Irlande,, elle-même dépendante de la province d'Angleterre, mais les historiens du XVIIIe siècle et du XIXe siècle ont confondu les hospitaliers avec les templiers et le siège de cette baillie se trouvait en fait à Clontarf (quartier au nord-est de Dublin). Kilmainham et Clontarf étaient à proximité de la ville médiévale de Dublin qui depuis s'est agrandie et englobe l'ensemble. Dublin apparaissant comme le lieu de résidence privilégié des maîtres templiers de cette province.
Les premières donations répertoriées ont eu lieu pendant le règne d'Henri II d'Angleterre vers 1185 mais les templiers sont déjà cités dans un document daté de 1177,. Clontarf semblant d'après ce document avoir été fondé avant ces deux dates. 
Les dignitaires responsables de l'ensemble des maisons de l'ordre en Irlande avaient le titre de maître, normalement réservé à une province et non à une baillie mais il ressort que ceux-ci étaient pourtant subordonnés au maître de la province d'Angleterre. On trouve donc mention de la province d'Irlande et non de la baillie du même nom dans les ouvrages traitant du sujet. 

### Procès de l'ordre en Irlande
Leur procès s'est tenu dans la cathédrale Saint-Patrick de Dublin et a débuté en 1310.

## Commanderies
| Comté actuel        | Commanderie             | Ville actuelle (à ou près de)                | Fondation | Observations |
| ------------------- | ----------------------- | -------------------------------------------- | --------- | --- |
| Carlow / Kilkenny ? | « Athkilthan »          | ?                                            |           | Localisation exacte à définir Diverses hypothèses s'opposent, certains auteurs mentionnant le comté de Carlow sans lieu précis,, d'autres pensant qu'il s'agit d'Aughkiletaun au sud-est de Kilkenny. 52° 34′ 44″ N, 6° 59′ 44″ O                                                             |
| Kilkenny            | Ballygaveran            | Gowran (en)                                  |           | Commanderie, ou simple église ?. Il pourrait s'agir de la collégiale Sainte-Marie, seul vestige d'une église du XIIIe siècle à Gowran (en). Une église ayant appartenu aux templiers puis aux hospitaliers étant attestée dans les registres du diocèse d'Ossory. 52° 37′ 44″ N, 7° 03′ 54″ O |
| Wicklow             | Glenmunder (Ballyman)   | « Ballyman monastery », au Nord d'Enniskerry | ?         | Un château, 3 maisons, 4 cottages et des terres 53° 12′ 07″ N, 6° 10′ 19″ O |
| Wexford             | Kilcloggan (Templetown) | Sud-Ouest de Fethard-on-Sea (en)             |           | 52° 11′ 14″ N, 6° 53′ 26″ O, |
| Kildare             | Kilcork                 | Nord-Est de Fontstown                        | ?         | Commanderie attestée dans les pièces du procès. La Localisation reste incertaine mais Helen J. Nicholson situe le lieu près de « Castlefarm » au sud de Kildare et au nord-est d'Athy , 53° 04′ N, 6° 52′ O                                                                                   |
| Louth               | Kilsaran                | Castlebellingham (en)                        |           | , 53° 53′ 26″ N, 6° 24′ 21″ O |
| Kildare             | Rathbride               | Rathbride Nord-Est de Kildare                | ?         | Devenue membre de Tully (hospitaliers) tout comme Kilcork au XIVe siècle 53° 11′ 14″ N, 6° 52′ 38″ O |
| Carlow              | Rathronan               | Au nord de Leighlinbridge ?                  |           | Localisation approximative (C. Carlow),, dans l'ancienne baronnie de Forth,. Ne pas confondre avec « Rathronan » au nord de Clonmel ( C. Tipperary) d'origine hospitalière (1212).,. |
| Dublin              | Saint-Congal            | Clontarf, quartier au nord-est de Dublin     | av. 1185  | , |

| Localisation dans le Leinster (Liens vers les articles correspondants)                                                                                       |
| --- |
| \| Connacht Munster ⇒ Pays de Galles Ballygaveran Glenmunder Kilclogan Kilcork Kilsaran Rathbride St-Congal · (Dublin) Cooley Drogheda Fothered Dunmanoge \| |
| Connacht Munster ⇒ Pays de Galles Ballygaveran Glenmunder Kilclogan Kilcork Kilsaran Rathbride St-Congal · (Dublin) Cooley Drogheda Fothered Dunmanoge       |

### Autres biens

#### Comté de Carlow
- Des terres dites de la « Grange de Forth » dans la baronnie de Forth[23]. Ce lieu a été identifié comme étant la paroisse de « Grangeford » à l'Est de Carlow. À noter que cette paroisse ne se trouve plus dans cette baronnie historique mais dans celle de Carlow[24]. Voir l'histoire de Fothered, un bourg médiéval disparu situé entre Carlow et Tullow et dont il ne subsiste que l'emplacement d'une ancienne motte castrale dite de « Castlemore »[25],[N 8]. Ces terres furent reprises par Maud de Bourg, comtesse de Gloucester[N 9] après la dissolution de l'ordre. Elle les confia en fermage à David de Pembroke[23]. On constate que la paroisse de Grangeford se trouve à peine un kilomètre au Sud-Ouest de la commanderie de Killergy[26] que les historiens actuels considèrent comme d'origine hospitalière.

#### Comté de Dublin
- Des terres qu'ils louaient à « Ballymacorus »[21] (Ballycorus ?, 53° 13′ 45″ N, 6° 10′ 28″ O)
- Des terres à Balrothery[21]. 53° 35′ 18″ N, 6° 11′ 19″ O
- Des terres à Reynoldstown[14]. 53° 35′ 50″ N, 6° 16′ 11″ O

#### Comté de Kildare
- Une maison du Temple à Monmohennock (Dunmanoge), dite de « Monumenoke »[14]. Au Sud-Ouest de Castledermot[27]. 52° 53′ 43″ N, 6° 55′ 05″ O
- Des biens à Naas mentionnés au moment de la dissolution de l'ordre[14].

#### Comté de Kilkenny
Peu de biens si ce n'est à:
- « Ballygaveran ». Des terres qui étaient situées à Gowran (en), objet d'un litige en 1253. Herbert Wood pensait que leur estimation en valeur était trop faible pour qu'il s'agisse d'une commanderie, plutôt rattaché à Athkilthan ainsi que l'église qui leur appartenait[12]. Evelyn Lord estime quant à elle qu'il s'agissait d'une commanderie[11], point de vue partagé par William F.K. Marmion[1].
- Kilkenny. Des terres que l'on retrouve dans les possessions du seigneur Hugh Daudeley, confisquées par la couronne et qui lui furent restituées en 1328, excepté celles qui provenaient des templiers[12].
- « Ratheden ». Uniquement des rentes qu'ils tiraient de ces terres[12].

#### Comté de Louth
À cette époque, il s'agit de l'Uriel, une partie de l'ancien royaume d'Airgíalla partagé en 1189 entre les normands Gilbert Pipard et Bertram de Verdun à la suite de la mort du roi irlandais Murchard O' Carroll. 
- Des terres à Braganstown, proche de Castlebellingham (en) mais qui ont été échangées en 1284 avec celles de « Killegar » (Dublin)[29]. 53° 53′ 12″ N, 6° 26′ 16″ O
- Des terres à Corlisbane, Sud-Ouest de Dunleer[30]. 53° 47′ 47″ N, 6° 27′ 49″ O
- Des terres à Dunany, au Nord de Clogherhead[30]. 53° 51′ 31″ N, 6° 15′ 21″ O
- Un presbytère à Dunleer[30].
- Les donations de Matilda de Lacy[31],[N 10] : (sans date précise, entre 1262[N 11] et 1280)
  - Le « patronage »[N 12] de l'église de Carlingford qui fut l'objet d'un litige opposant frère William, maître de la province templière d'Irlande à Matilda la Bottillère, héritière du manoir de Carlingford. 54° 02′ 22″ N, 6° 11′ 08″ O
  - Une maison et des terres[N 13] dites de Cooley[N 14], « Templetown », proches de Carlingford. Fait référence à la péninsule de Cooley[33],[18],[30]. 53° 58′ 59″ N, 6° 09′ 26″ O
- Un hospice à Drogheda (c. 1252). Il s'agissait d'une maison franche (libre de droits), peut-être contigu avec l'ancienne abbaye Sainte-Marie d'Urso[34]. 53° 42′ 55″ N, 6° 21′ 23″ O. L'historien Brendan Smith indique plusieurs fiefs (tenures) à Drogheda[30] mais ne mentionne pas d'hospice[35].
- De nombreuses églises rattachées à la commanderie de Kilsaran[33],[N 15] :
  - à Cappoge, Nord de Dunleer. 53° 50′ 53″ N, 6° 24′ 23″ O
  - à Crowmartin (paroisse de Clonkeen), au Nord-Ouest d'Ardee. 53° 53′ 53″ N, 6° 40′ 15″ O
  - à « Gernonstown », toponyme disparu (anciennement Garlandstown) mais il subsiste quelques ruines de l'église. 53° 55′ 31″ N, 6° 29′ 20″ O
  - à Kildemock, au Sud-Est d'Ardee. 53° 50′ 09″ N, 6° 31′ 14″ O
  - à Kilpatrick, Ouest de Dunleer. 53° 49′ 21″ N, 6° 32′ 28″ O[N 16]
  - à Kiltallaght, au Nord-Est de Drogheda. 53° 47′ 29″ N, 6° 18′ 45″ O
  - à « Moymock », toponyme non identifié. Peut-être Gernonstown.
  - à Mullary, au Sud de Dunleer. 53° 47′ 57″ N, 6° 23′ 39″ O
  - à « Philipstown » (anciennement « Droghestroll »). Paroisse de Philipstown au Nord d'Ardee (53° 56′ 06″ N, 6° 34′ 32″ O) ou le lieu-dit au Sud-est de la même ville (53° 48′ 58″ N, 6° 28′ 32″ O)?
  - à « Port », Est de Dunleer. (y compris un presbytère)[30]53° 50′ 28″ N, 6° 16′ 11″ O
  - à Tallanstown, au Nord d'Ardee. 53° 55′ 12″ N, 6° 32′ 50″ O

À noter que Kilsaran percevait également la dîme sur les églises d'Ardee, Arthurstown, Drogheda, Dunany, Larblester, Mayne, Maynbraddath et Roche.

#### Comté de Meath
Pas de commanderie mais quelques possessions:
- à Hawkinstown, au Sud-Ouest de Drogheda et au Nord d'Ashbourne. 53° 35′ 50″ N, 6° 25′ 58″ O
- à Hilltown, Ouest de Garristown[N 17] 53° 34′ 38″ N, 6° 25′ 45″ O
- à Hodgestown, Ouest de Balbriggan. 53° 35′ 52″ N, 6° 17′ 11″ O

#### Comté de Westmeath
Pas de possessions attestées dans ce comté mais leur présence à Kilkenny West, au Nord-Est d'Athlone est indiquée dans un ouvrage rédigé au XVIIe siècle par Henry Piers (en)(mais publié presque un siècle plus tard). Les hospitaliers, quant à eux, sont mentionnés à proximité de Clonmellon (en) où il est dit qu'ils possédaient la commanderie dite de Sainte-Lucie, sur les terres du château de Killua (en). À noter que certains vieux ouvrages mentionnent son origine comme templière. Les publications récentes traitant de ces deux lieux ne mentionnent pas ces deux ordres militaires. Dans ce comté, seule l'église de Drumcree (en) est attestée comme ayant appartenu aux hospitaliers.

#### Comté de Wexford
- Des moulins à Wexford, donation d'Henry II d'Angleterre[42].
- Une église à Meelnagh, à l'Est d'Enniscorthy[43]. 52° 29′ 48″ N, 6° 22′ 02″ O
- L'église de Saint-Alloch à proximité de Wexford, également donnée par Henry II, non localisée. Il pourrait s'agir de Saint-Michaël de Feagh [42] (52° 19′ 57″ N, 6° 27′ 33″ O) ou peut-être de Kilmallock au Nord en direction d'Enniscorthy (Elloc ou Cill-moelloc en irlandais)[44] (52° 26′ 00″ N, 6° 29′ 21″ O)
- Des terres à « Villa monachi », toponyme non identifié[42]

#### Comté de Wicklow
- Des terres à Bray[21] (comté de Dublin à l'époque). 53° 12′ 03″ N, 6° 06′ 40″ O
- Des terres à Killegar. Acquises en 1284 à la suite d'un échange avec celles de Braganstown (comté de Louth)[14],[33]. 53° 12′ 41″ N, 6° 11′ 41″ O

### Possessions incertaines ou à confirmer
- Un hospice à Dublin [14]
- Une commanderie à Kilberry dans le comté de Kildare, au nord d'Athy[N 18]. 53° 02′ 04″ N, 7° 01′ 33″ O
- Une commanderie à « Kilbride » dans le comté de Wexford. Deux toponymes portent ce nom : à l'Est d'Enniscorthy (52° 29′ 02″ N, 6° 26′ 47″ O) et au Sud-Ouest de Wellingtonbridge (en) (52° 13′ 19″ N, 6° 53′ 42″ O) ?. Mentionnée par Herbert Wood qui s'appuie sur la réception du frère John Romayn en ce lieu par le maître de la province d'Irlande[43]. Il s'avère que ce frère a bien été reçu dans l'ordre par Robert de Glastonbury en 1278 mais à « Wilbridam » dans le diocèse de Ferns. Helen J. Nicholson pense qu'il s'agit donc de la commanderie de Kilcloggan[45].
- Une commanderie à Kildare, indiquée notamment dans l'ouvrage d'Evelyn Lord publié en 2004[11]. La présence d'une commanderie hospitalière à proximité de cette ville est attestée depuis 1212, à « Tully » (1 km au sud)[46]. Communément appelée « Black Abbey ». Une commanderie templière, celle de Kilcork se trouvait environ dix kilomètres plus au sud. Kilcork devenant simple membre de Tully après sa dévolution aux Hospitaliers.
- Une commanderie à « Kilkenny West » dans le comté de Westmeath, au nord-est d'Athlone en direction de Ballymahon (en)[47],[37],[48],[N 19]. 53° 29′ 30″ N, 7° 49′ 31″ O
- Les commanderies de Ballyhook, comté de Wexford et de Killergy, Comté de Carlow[3] mais leurs origines hospitalières ont été démontrées depuis. Tout comme Mourne, comté de Cork dans le Munster[49]. Le cas de Killure, comté de Waterford reste à étudier. Herbert Wood l'attribue aux hospitaliers mais d'autres auteurs plus récents lui donne une origine templière[50].

## Commandeurs de la baillie d'Irlande
| Nom                                | période de maîtrise | Commentaires                                                                                     |
| ---------------------------------- | ------------------- | ------------------------------------------------------------------------------------------------ |
| fr. Walter le templier             | c. 1186             |                                                                                                  |
| fr. Garnerus                       | ?                   |                                                                                                  |
| fr. Hugues le templier             | c. 1200 - 1210      |                                                                                                  |
| fr. Henry Foliot                   | c. 1210             |                                                                                                  |
| fr. Ralph de Southwark             | ? - 1234            | Abandonna l'habit et fut banni d'Irlande                                                         |
| fr. Roger le Waleis                | 1235 - 1250         |                                                                                                  |
| ...                                | ...                 |                                                                                                  |
| fr. Herbert de Mancester           | 1257 - 1273         | Ancien commandeur de Clontarf c. 1251                                                            |
| ...                                | ...                 |                                                                                                  |
| fr. Ralph ou Robert de Glastonbury | 1278 - 1279         |                                                                                                  |
| fr. Thomas de Thoulouse            | 1288                |                                                                                                  |
| ...                                | ...                 |                                                                                                  |
| fr. Walter le Bachelor             | 1295 - 1301         | Fut excommunié et emprisonné († 1301). Frère Pierre de Malvern était son lieutenant en 1300      |
| fr. Guillaume de Warenne (William) | 1302 - 1306         | Commandeur de Clonoulty en 1308 lors de l'arrestation des templiers d'Irlande                    |
| fr. Henry de Tanet (Anet)          | 1307 - 1308         | se trouvait à Chypre avant sa nomination, résidait à Cooley (Templetown) lors de son arrestation |